# Петров, Пётр Фёдорович (спортсмен)
Пётр Фёдорович Петров (11 (24) января 1916, Уктус, Екатеринбургский уезд, Пермская губерния — 13 января 1993, Екатеринбург) — советский футболист, игрок в хоккей с мячом и с шайбой, футбольный и хоккейный тренер, хоккейный судья. Заслуженный тренер РСФСР.

## Биография
Начинал заниматься футболом и хоккеем с мячом в свердловском «Локомотиве» под руководством М. И. Созинова. С 1940 года выступал за свердловское «Динамо». В футболе становился победителем зонального турнира третьей группы и обладателем Кубка РСФСР (1946), а в 1951—1952 годах был играющим тренером команды в соревнованиях КФК.
В послевоенные годы начал выступать за динамовцев в соревнованиях по хоккею с шайбой. В 1947 году стал обладателем Кубка РСФСР. В сезоне 1949/50 вместе с командой дебютировал в высшей лиге.
После окончания игровой карьеры более 20 лет работал детским тренером по хоккею на спорткомбинате «Юность» (Свердловск). Среди его воспитанников — Виктор Кутергин, Виктор Кузнецов, Владимир Прокофьев, Александр Куликов, Сергей Печенин, Сергей Селиванов и другие. Награждён званием «заслуженный тренер РСФСР», нагрудным знаком «Отличник физической культуры и спорта».
Работал судьёй на матчах высшей лиги по хоккею. Имел всесоюзную судейскую категорию (1965).
Скончался в Екатеринбурге 13 января 1993 года на 77-м году жизни. Похоронен на Нижне-Исетском кладбище.